# Columbia Speedway
De Columbia Speedway was een racecircuit gelegen in Cayce, South Carolina nabij Columbia. Het was een ovaal circuit van 0,5 mijl of 800 meter in lengte. Het circuit opende aan het eind van de jaren veertig en werd tussen 1951 en 1971 gebruikt voor wedstrijden uit de NASCAR Grand National Series met de Columbia 200 en de Sandlapper 200. Richard Petty is met zeven overwinningen recordhouder op het circuit. In 1979 werd het gesloten.

## Winnaars
Aantal overwinningen op het circuit uit wedstrijden van de NASCAR Grand National Series.
| Coureur         | Overw. |
| --------------- | ------ |
| Richard Petty   | 7      |
| David Pearson   | 5      |
| Bobby Isaac     | 4      |
| Buck Baker      | 4      |
| Ned Jarrett     | 3      |
| Rex White       | 3      |
| Speedy Thompson | 3      |
| Cotton Owens    | 2      |
| Jack Smith      | 2      |
| Lee Petty       | 2      |
| Tim Flock       | 2      |
| Curtis Turner   | 1      |
| Fonty Flock     | 1      |
| Frank Mundy     | 1      |
| Jim Paschal     | 1      |
| Junior Johnson  | 1      |
| Tiny Lund       | 1      |